# (16383) 1981 EV30
A (16383) 1981 EV30 a Naprendszer kisbolygóövében található aszteroida. Schelte J. Bus fedezte fel 1981. március 2-án.